# Mistrz Antoniego Burgundzkiego
Mistrz Antoniego Burgundzkiego – flamandzki miniaturzysta, iluminator, działający w latach 1460–1480, utożsamiany z Philippe de Mazerolles.

## Działalność artystyczna

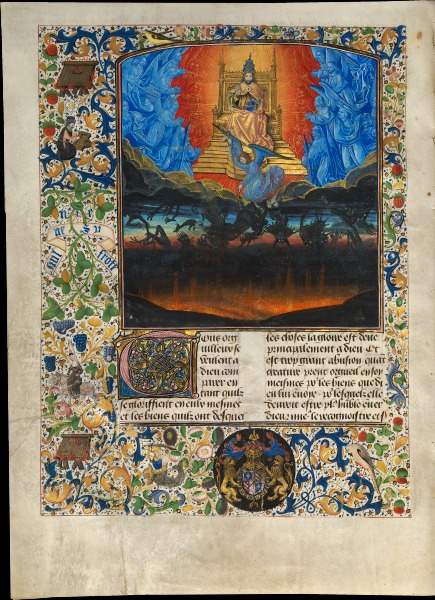
Iluminacja z manuskryptu Livre de bonnes mœurs

Jako pierwszy jego identyfikacji dokonał niemiecki historyk sztuki Friederich Winkler w 1921 roku. Przydomek Mistrz Antoniego Burgundzkiego nadał mu od ilustracji, jakie tworzył dla Antoniego Burgundzkiego, wielkiego bastarda (le grand bâtard de Bourgogne), nieślubnego syna Filipa Dobrego i Joanny de Presles. Wykonał dla niego ilustracje do trzech manuskryptów: Faits et dits mémorables Waleriusza Maksymusa, Compendium historiae universalis Gilles de Roye (Aegidiusa de Roya), i Livre de bonnes moeurs Jacques’a le Granda. Wraz z Mistrzem Małgorzaty z Yorku pracował dla Lodewijka van Gruuthuse, niderlandzkiego bibliofila i mecenasa sztuki, m.in. przy iluminacjach w ostatniej części Chroniques de France, manuskryptu autorstwa Jeana Froissarta (przy tym manuskrypcie pracował również młody Mistrz Modlitewnika Drezdeńskiego). Wykonał stronę tytułową do kopii rękopisu De proprietatibus rerum Bartłomieja Anglika oraz piętnaście miniatur w kopii Les douze dames de rethorique sporządzonej dla Adolfa z Kleve (Kliwii), pana Ravensteinu i jedną iluminację w kopii wykonanej dla Jeana de Montferrant, a także ilustracje do Godzinek Pembroke.
 Za największe jego dzieło uważa się wiedeńskie Czarne godzinki wykonane w Brugii, w latach ok. 1466-1476 dla Karola Śmiałego. Pracował również dla wielu włodarzy miasta Brugii.   

## Styl
Mistrz Antoniego Burgundzkiego często malował przy użyciu złota i srebra na czarnym tle. Przykładem są wiedeńskie Czarne Godzinki.

Styl Mistrza cechuje żywa ekspresja dużych postaci o silnie wyszczuplonych, kanciastych ciałach, ujętych często w efektownych, silnych skrótach perspektywicznych, wirtuozerski „graficzny” modelunek figur, przestrzenność pejzażowych teł przy raczej konwencjonalnym przedstawieniu wnętrz domowych, naturalistycznie oddanie efektu przejrzystości wody lun nokturnowego światła, a także anegdotyczna rodzajowość scen narracyjnych.